# Dąbrowa (Turbia)
Dąbrowa – część wsi Turbia położona w Polsce,  w województwie podkarpackim, w powiecie stalowowolskim, w gminie Zaleszany.
W latach 1975–1998 Dąbrowa należała administracyjnie do województwa tarnobrzeskiego.